# Klingenthal (železniční zastávka)
Klingenthal je železniční zastávka (dříve železniční stanice) ve stejnojmenném německém městě ve spolkové zemi Sasko ležící na neelektrizované jednokolejné trati Sokolov–Zwotental. Před železniční stanicí se nalézá místní autobusové nádraží. Zastávku spravuje společnost DB InfraGO, pravidelnou osobní dopravu v ní provozuje společnost Die Länderbahn.

## Historie
Klingenthal byl zapojen do železniční sítě 24. prosince 1875, když byla otevřena společností Chemnitz-Aue-Adorfer Eisenbahn Gesselschaft odbočka ze Zwotentalu přes Zwotu do Klingenthalu. Při vytvoření této odbočky se počítalo s tím, že dojde k vytvoření hraniční stanice a spojení se sítí Buštěhradské dráhy, která 1. června 1876 zprovoznila železniční trať z Falknova do Dolních Kraslic. Protože se však tehdy nepodařilo dosáhnout dohody mezi oběma společnostmi o umístění hraniční stanice, plán nebyl toho času realizován.
Na konci 70. let 19. století došlo k rozšíření stanice a v roce 1882 se místní výpravní budova dočkala rozšíření přístavbou.
Teprve  5. května 1884 došlo k podepsání smlouvy o umístění hraniční stanice. V reakci na to došlo k dostavbě propojky mezi Klingenthalem a Dolními Kraslicemi. Při té příležitosti bylo postaveno i nádraží Horní Kraslice. Stavbu provedla z velké části Buštěhradská dráha, přibližně 800metrový úsek na německé straně pak přistavěly Královské saské státní dráhy.
Ve smlouvě se obě strany dohodly na tom, že každá z obou společností bude provádět vlastní odbavování, každá bude mít pro své vlaky vlastní zařízení, zázemí a dokonce i koleje. Společně se mělo využívat pouze výpravní budovy a nástupiště.
Po spuštění železniční tratě Falkenstein–Muldenberg došlo ke zvýšení dopravní využívanosti klingenthalského nádraží, které ještě umocnilo vybudování úzkorozchodné železniční tratě Klingenthal–Sachsenberg–Georgenthal spuštěné v roce 1916.
Společný mezinárodní provoz nádraží byl udržen i po znárodnění Buštěhradské dráhy v roce 1923, tehdy nádraží společně provozovaly Československé státní dráhy a Saské státní dráhy (nahrazené Německými říšskými drahami). Klingenthalské nádraží ztratilo postavení hraniční stanice vpádem německých vojsk do Československa a oddělením Sudet. Nádraží přestalo sloužit osobní přepravě. V letech 1945 a 1946 došlo ke krátkodobému obnovení společného provozu, ale Československé státní dráhy od dohody následně ustoupily a provoz z Československa zastavily.
V roce 1964 došlo i ke zrušení úzkokolejky do Georgenthalu a nádraží tak ztratilo svůj význam. Zrušení úzkokolejky do roku 2017 připomínala souprava tehdejší úzkokolejky, která byla veřejnosti vystavena nedaleko nádraží. V roce 1976 byl zbourán most vedoucí přes spolkovou silnici 283 a řeku Svatavu.

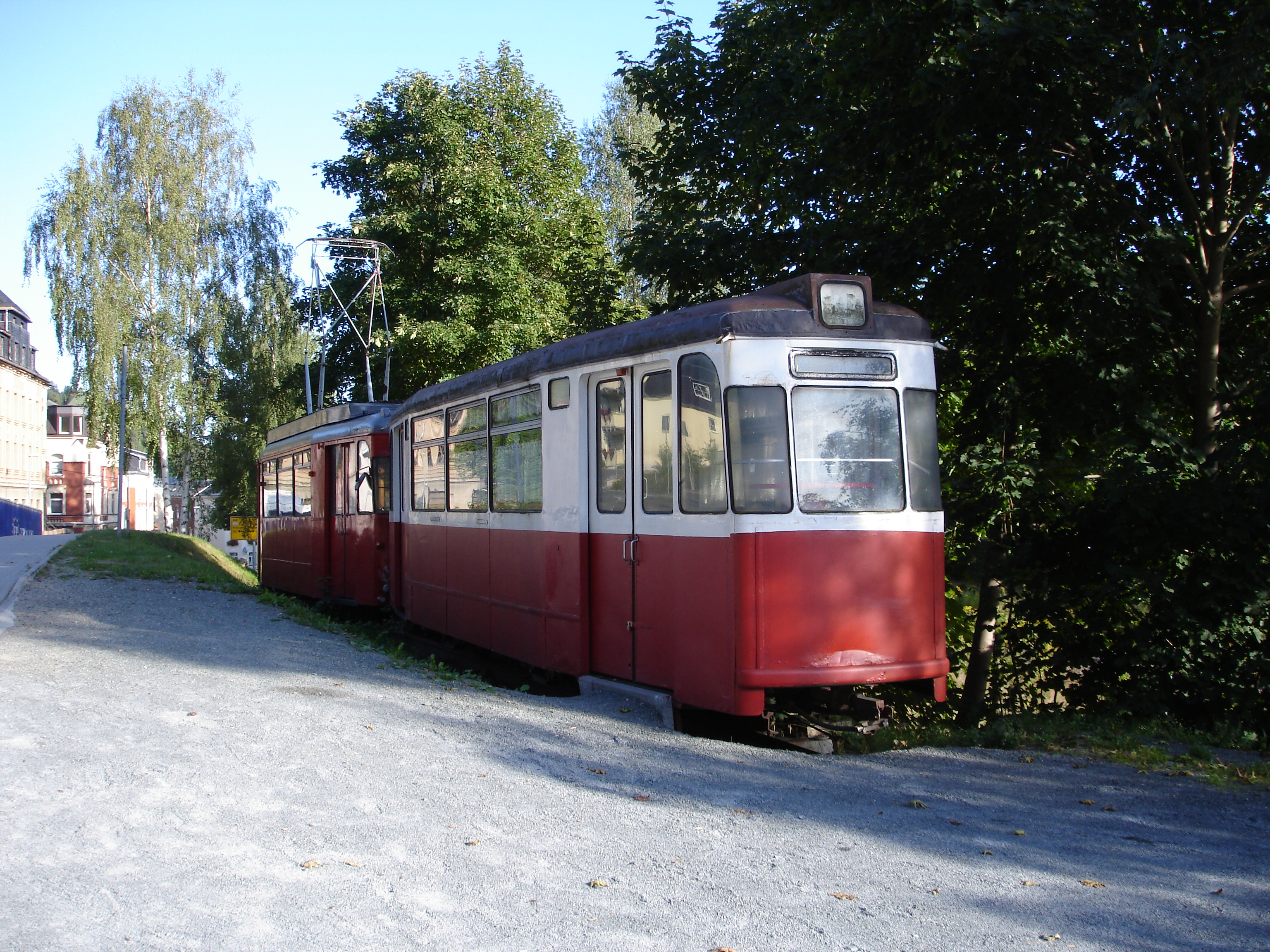
Souprava úzkokolejky vystavená nedaleko železniční zastávky (2008)

Ke konci 90. let byl demontován celý nádražní kolejový systém s výjimkou dvou kolejí a dvou výhybek, před znovusjednocením Německa tvořilo tento systém celkem dvanáct samostatných kolejí. Od té doby je klingenthalské nádraží míněno jako průběžná železniční zastávka, příležitostně s možností přestupu.
V květnu 2000 byl mezinárodní provoz obnoven, přes spolkovou silnici 283 a řeku Svatavu byl postaven nový most a koleje k české státní hranici. Dopravu začala zajišťovat soukromá společnost Vogtlandbahn.
Od roku 2008 byla bývalá výpravní budova v držení města Klingenthal, které ji nechalo pro katastrofální stav a opuštěnost v září 2011 zbourat.

## Fotogalerie

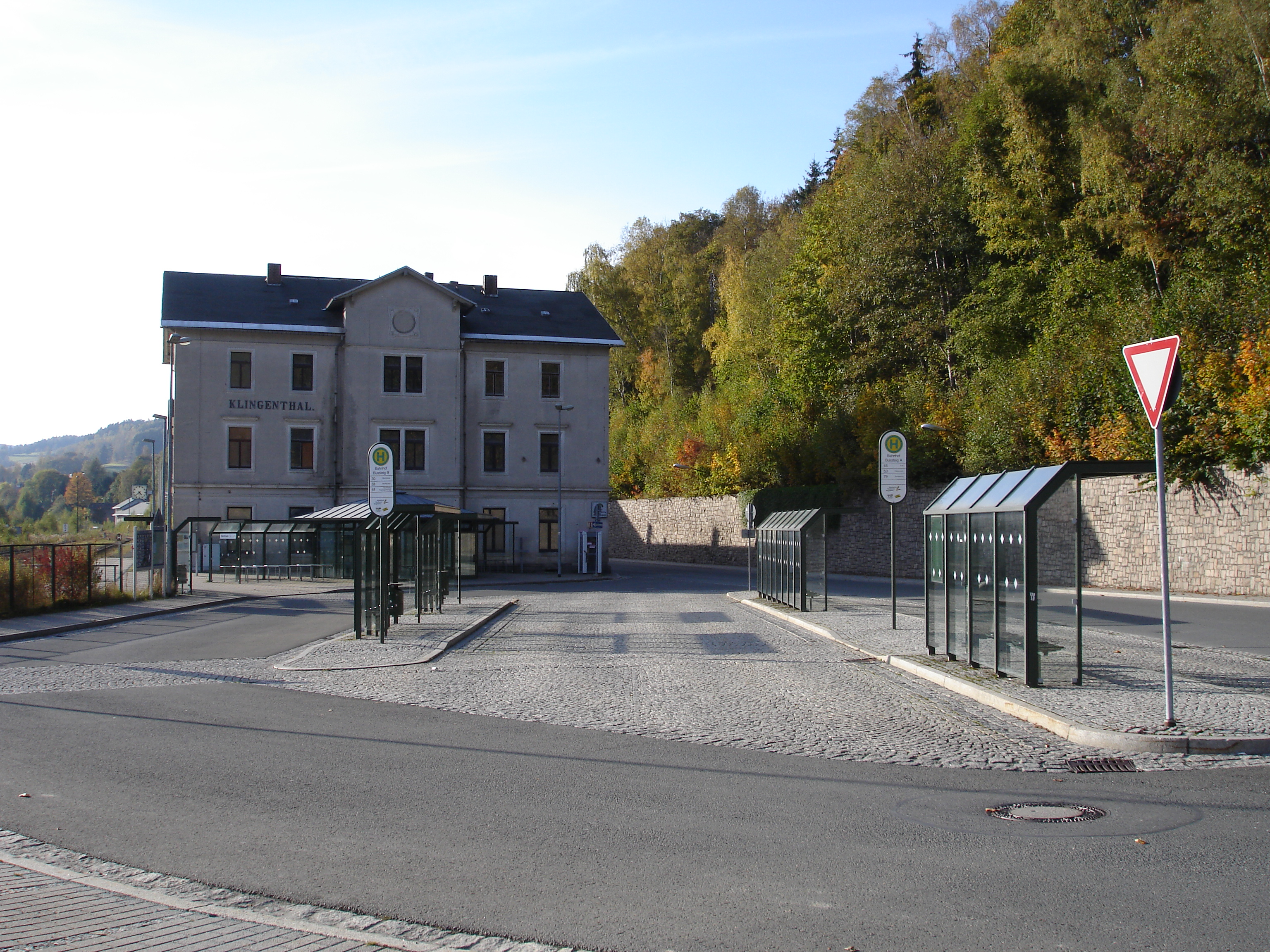
Výpravní budova a autobusové nádraží (2009)
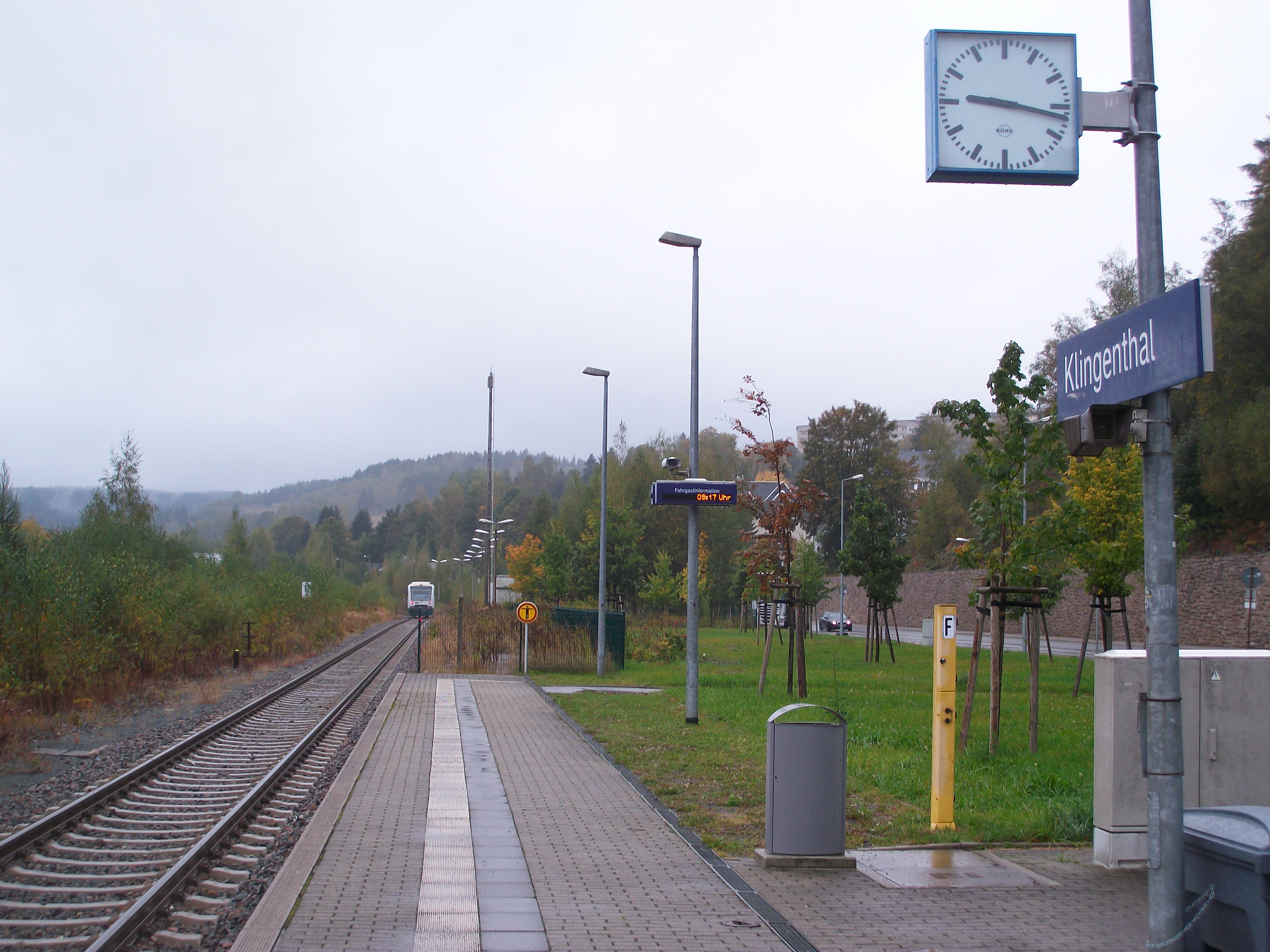
Pohled z nástupiště po demolici výpravní budovy (2016)
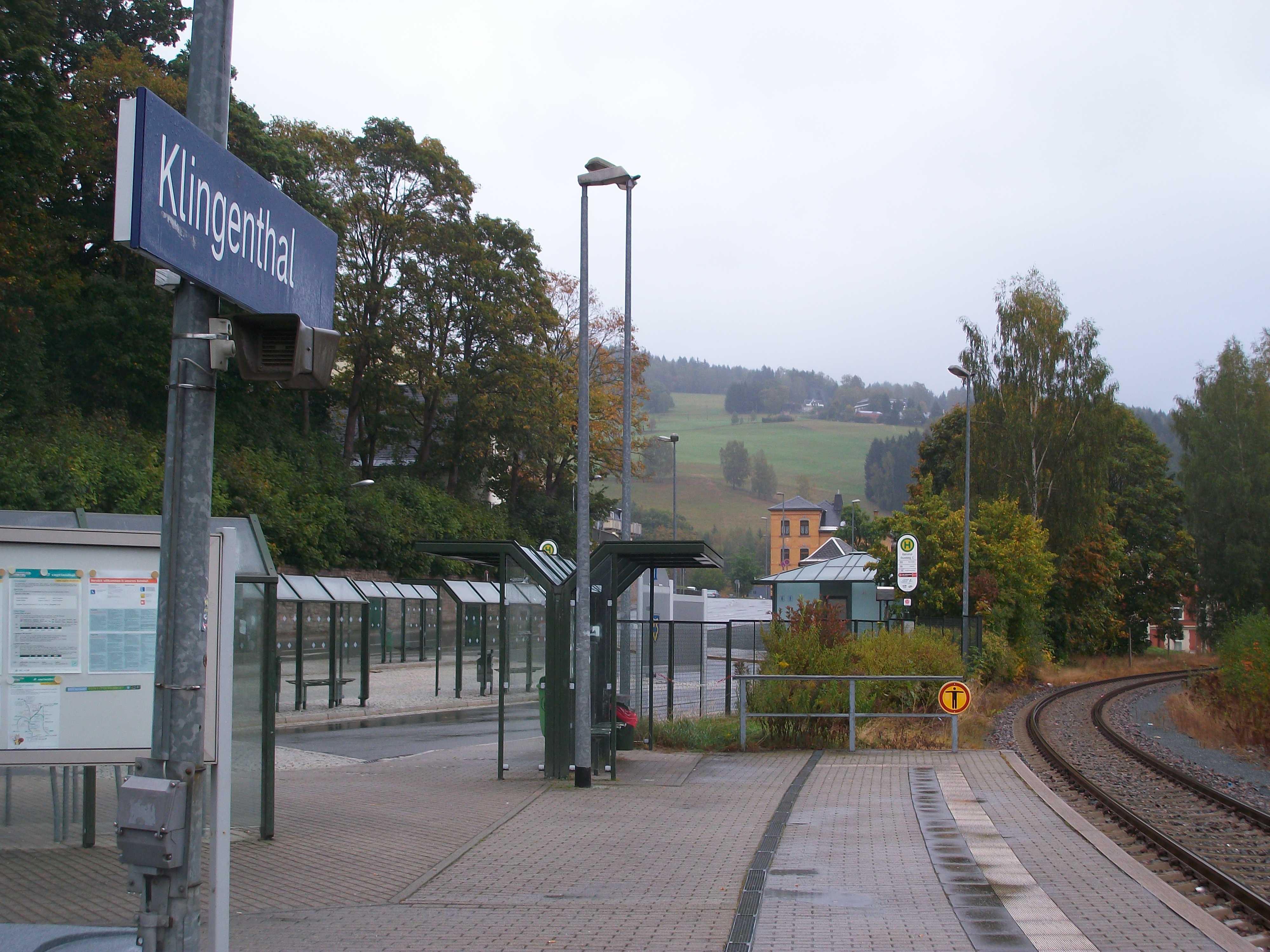
Pohled na autobusové nádraží z železničního nástupiště (2016)
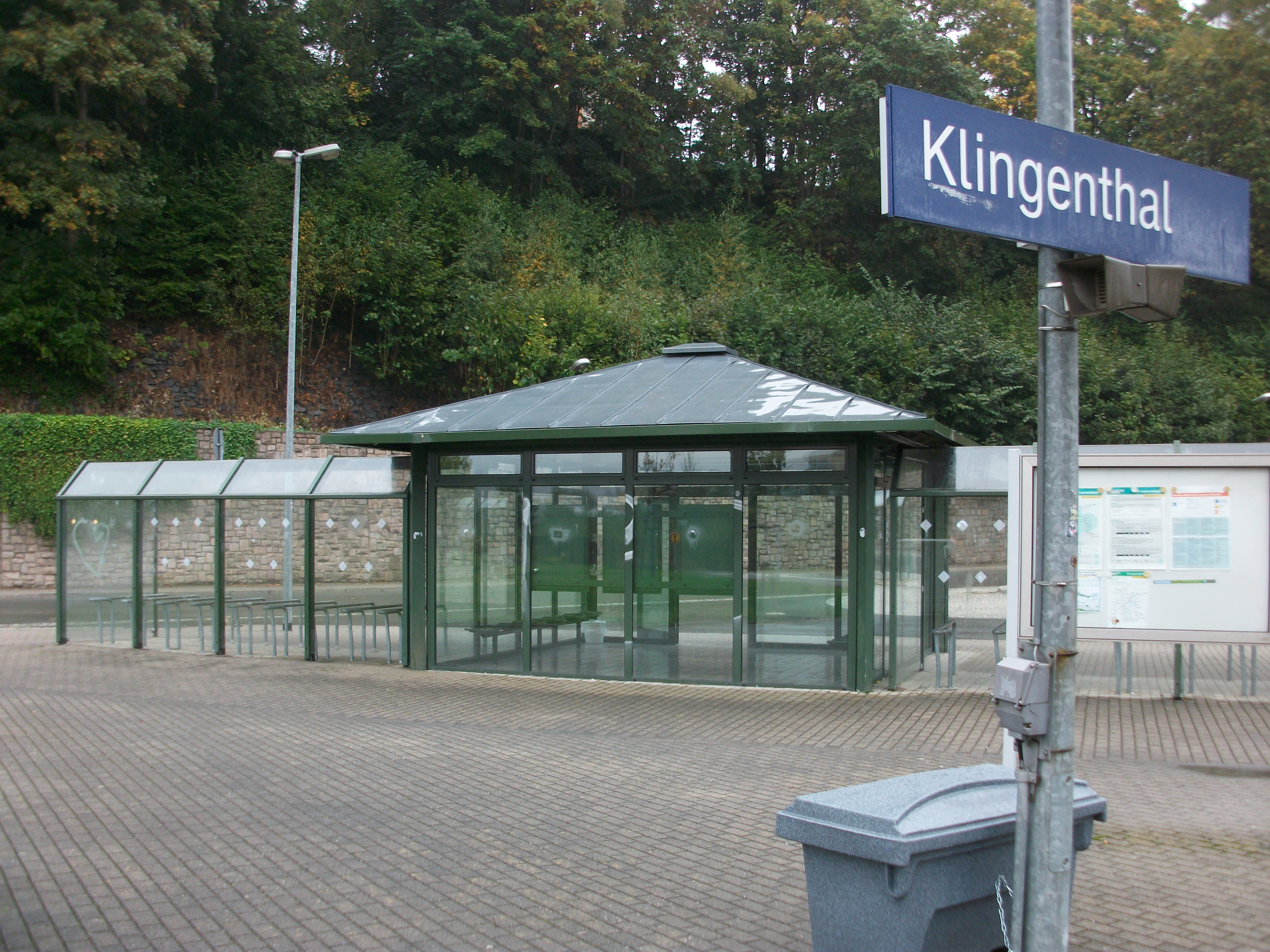
Společná čekárna železniční zastávky a autobusového nádraží (2016)